# Héloïse Godet
Héloïse Godet (Montreuil, 27 augustus 1980) is een Franse actrice. Ze is vooral bekend van haar optredens in een film van Jean-Luc Godard (Adieu au langage) en een Israëlische serie (The Attaché) die zich afspeelt in Parijs na de aanslagen van november 2015.
Ze zat in de jury van het Film Fest Gent 2014.
- Bibliothèque nationale de France: cb160141384 (data)
- Gemeinsame Normdatei: 1074884884
- International Standard Name Identifier: 0000 0003 7195 7072
- Système universitaire de documentation: 158281152
- Virtual International Authority File: 85969882